# Élection de Miss Excellence France 2020
 (janvier 2020).
L’élection de Miss Excellence France 2020 est la deuxième élection du Comité Miss Excellence France qui s’est déroulée à Saint-Orens-de-Gameville le 18 janvier 2020.
La gagnante Léana Amann, Miss Excellence Alsace 2019, succède à la Marseillaise Maëva Serradji, Miss Prestige Provence 2018 et Miss Excellence France 2019.
L'élection de Miss Excellence France 2020 est produite par Christiane Lillio, propriétaire de la marque qu'elle a déposé à l'INPI le 9 novembre 2018.

## Classement final
| Résultat Final              | Candidate |
| --------------------------- | --- |
| Miss Excellence France 2020 | - Miss Excellence Alsace - Léana Amann |
| 1re dauphine                | - Miss Excellence Mayotte - Nouroulaini Payet |
| 2e dauphine                 | - Miss Excellence Rhône-Alpes - Laëticia Stepan |
| 3e dauphine                 | - Miss Excellence Artois-Hainaut - Lorrine Deudon |
| 4e dauphine                 | - Miss Excellence Picardie - Camille Tumerelle |
| Top 12                      | - Miss Excellence Côte d'Azur - Océane Mangiapan - Miss Excellence Flandre - Émeline Jenot - Miss Excellence Franche-Comté - Sémia Lalouani - Miss Excellence Île-de-France - Malika Laude - Miss Excellence Loire-Forez - Méghane Barro - Miss Excellence Lorraine - Mélissa Jacquot - Miss Excellence Pays de Savoie - Alice Berger |

## Candidates
| Région                                 | Nom                        | Âge    | Taille | Résidence             | Élue le                                |
| -------------------------------------- | -------------------------- | ------ | ------ | --------------------- | -------------------------------------- |
| Miss Excellence Alsace                 | Léana Amann                | 19 ans |        | Saessolsheim          | 6 octobre 2019 à Soultzmatt            |
| Miss Excellence Aquitaine              | Layla Blaize               | 20 ans |        | Cenon                 | 21 septembre 2019 à Libourne           |
| Miss Excellence Artois-Hainaut         | Lorrine Deudon             | 19 ans | 1,81 m | Fontaine-Notre-Dame   | 26 octobre 2019 à Lieu-Saint-Amand     |
| Miss Excellence Auvergne Pays-du-Velay | Méganne Boucheyras-Ochotny | 20 ans |        | Thiers                | 2 novembre 2019 à Yssingeaux           |
| Miss Excellence Bourgogne              | Audrey Tardivat            | 19 ans | 1,68 m | Bona                  | 30 novembre 2019 à Brazey-en-Plaine    |
| Miss Excellence Bretagne               | Maëly Cadeau               | 21 ans | 1,70 m | Nantes                | 17 novembre 2019 à Rezé                |
| Miss Excellence Centre-Val de Loire    | Nathanaëlle Laliam         | 24 ans | 1,80 m | Saint-Pierre-les-Bois | 19 octobre 2019 à Saint-Amand-Montrond |
| Miss Excellence Côte d’Azur            | Océane Mangiapan           | 19 ans | 1,70 m | Blausasc              | 7 décembre 2019 à Fréjus               |
| Miss Excellence Flandre                | Émeline Jenot              | 19 ans | 1,69 m | Jeumont               | 26 octobre 2019 à Lieu-Saint-Amand     |
| Miss Excellence Franche-Comté          | Sémia Lalouani             | 21 ans | 1,68 m | Besançon              | 1er décembre 2019 à Brazey-en-Plaine   |
| Miss Excellence Gascogne               | Morgane Cesson             | 20 ans | 1,68 m | Laguian-Mazous        | 1er décembre 2019 à Demu               |
| Miss Excellence Île-de-France          | Malika Laude               | 20 ans | 1,70 m | Paris                 | 23 novembre 2019 à Paris               |
| Miss Excellence Loire-Forez            | Méghane Barro              | 23 ans | 1,70 m | Saint-Jean-Bonnefonds | 28 septembre 2019 à Saint-Étienne      |
| Miss Excellence Lorraine               | Mélissa Jacquot            | 21 ans | 1,72 m | Nancy                 | 26 octobre 2019 à Clouange             |
| Miss Excellence Mayotte                | Nouroulaini Payet          | 20 ans | 1,73 m | Ouangani              | 17 aout 2019 à Combani                 |
| Miss Excellence Midi-Pyrénées          | Marie-Aurore Caillaud      | 25 ans |        | Toulouse              | 9 novembre 2019 à Toulouse             |
| Miss Excellence Paris                  | Stefi Hadaj                | 20 ans | 1,71 m | Paris                 | 23 novembre 2019 à Paris               |
| Miss Excellence Pays de Loire          | Manon Louveau              | 21 ans | 1,68 m | Venansault            | 21 décembre 2019 à Fontenay-le-Comte   |
| Miss Excellence Pays de Savoie         | Alice Berger               | 22 ans |        | Alby-sur-Chéran       | 5 octobre 2019 à Meythet               |
| Miss Excellence Picardie               | Camille Tumerelle          | 19 ans | 1,69 m | Compiègne             | 22 décembre 2019 à Creil               |
| Miss Excellence Poitou-Charentes       | Amandine Chevalier         | 21 ans | 1,78 m | Gémozac               | 23 novembre 2019 à Châteaubernard      |
| Miss Excellence Provence               | Lisa Trabuc-Abels          |        |        | Salon-de-Provence     | 2 novembre 2019 à Salon-de-Provence    |
| Miss Excellence Réunion                | Chloé Lebon                | 18 ans | 1,69 m | Sainte-Anne           | 16 novembre 2019 à Saint-Denis         |
| Miss Excellence Rhône-Alpes            | Laëticia Stepan            | 19 ans | 1,75 m | Rompon                | 2 novembre 2019 à Voreppe              |

## Déroulement de la cérémonie
La cérémonie est présentée pour la seconde année consécutive par Philippe Risoli.
L’élection est retransmise sur des chaînes locales et régionales de France et d’Outre-Mer notamment IDF1 et Mayotte 1ère.

### Jury
Le jury complet est composé de huit personnalités :
À noter qu’Ingrid Chauvin devait être la présidente du jury pour cette année mais n’a pas pu se déplacer à la suite d'ennuis de santé. C’est donc Franck Monsigny qui l’a remplace lors de cette soirée.
| Membre                            | Notes                                               |
| --------------------------------- | --------------------------------------------------- |
| Franck Monsigny Président du jury | Acteur dans la série Demain nous appartient         |
| Maxime Mermoz                     | Joueur de rugby international                       |
| Charlotte Depaepe                 | Miss Prestige National 2018                         |
| Jean Dell                         | Acteur et Scénariste                                |
| Amanda Scott                      | Animatrice et présentatrice de télévision           |
| Pascal Soetens                    | Animateur de télévision                             |
| Pierre Billon                     | Auteur-compositeur-interprète                       |
| Alec Mansion                      | Interprète et membre du groupe Léopold Nord et Vous |

## Retransmission TV
- Corse : TV Paese
- Hauts-de-France : Télé Gohelle (Lens)
- Île-de-France : IDF1
- Loire : TL7
- Lorraine : Mirabelle TV
- Mayotte : Mayotte 1ère

Un direct de l’élection est retransmis sur Youtube et Facebook.

## Observations